# 大原まゆ
大原 まゆ（おおはら まゆ、1982年7月5日 - 2009年5月9日）は、北海道室蘭市出身の闘病記著者。北海道札幌南高等学校卒業。

## 概要
札幌市教育委員会に勤めていた2003年9月に右胸のしこりを発見、乳がんの宣告を受けた。翌年より闘病をつづったブログを開設し、2005年にはそれらを書籍化した『おっぱいの詩』を講談社より出版した。
2006年6月、乳がんが再発するものの、乳がんの撲滅に向け活動を行っていた。
2007年9月29日、『おっぱいの詩』が松浦雅子監督により映画化され平山あや主演で『Mayu-ココロの星-』というタイトルで公開された。同年には海里真弓より漫画化もされている。
2009年5月9日午前11時5分、札幌市内の病院にで死去。26歳没。